# Peleteria macrocera
Peleteria macrocera är en tvåvingeart som först beskrevs av Jacques-Marie-Frangile Bigot 1888.  Peleteria macrocera ingår i släktet Peleteria och familjen parasitflugor. Inga underarter finns listade i Catalogue of Life.